# 1938 en Nouvelle-Écosse
Chronologie de la Nouvelle-Écosse
- 1934
- 1935
- 1936
- 1937
- 1938
- 1939
- 1940
- 1941
- 1942

Cette page concerne des événements d'actualité qui se sont produits durant l'année 1938 dans la province canadienne de la Nouvelle-Écosse.

## Politique
- Premier ministre : Angus L. Macdonald
- Chef de l'opposition :
- Lieutenant-gouverneur : Robert Irwin
- Législature :